# Obwód dżalalabadzki
Obwód dżalalabadzki (kirg. Жалал-Абад облусу) – obwód w zachodnim Kirgistanie ze stolicą w Dżalalabadzie.
Obwód dzieli się na 4 miasta o znaczeniu obwodowym i 8 rejonów:
- Dżalalabad
- Kara-Köl
- Majłuu-Suu
- Tasz-Kömür
- rejon Aksy
- rejon Ała-Buka
- rejon Bazar-Korgon
- rejon Czatkał
- rejon Nooken
- rejon Suzak
- rejon Toguz-Toro
- rejon Toktoguł